# Huanggang (köpinghuvudort i Kina, Jiangxi Sheng, lat 29,16, long 117,00)
Huanggang är en köpinghuvudort i Kina. Den ligger i provinsen Jiangxi, i den sydöstra delen av landet, omkring 120 kilometer nordost om provinshuvudstaden Nanchang. Antalet invånare är 63 138. Befolkningen består av 29 630 kvinnor och 33 508 män. Barn under 15 år utgör 26,0 %, vuxna 15-64 år 66 %, och äldre över 65 år 6,0 %.
Runt Huanggang är det tätbefolkat, med 383 invånare per kvadratkilometer. Närmaste större samhälle är Guxiandu, 15,8 km sydväst om Huanggang. Trakten runt Huanggang består till största delen av jordbruksmark.
Genomsnittlig årsnederbörd är 2 597 millimeter. Den regnigaste månaden är juni, med i genomsnitt 468 mm nederbörd, och den torraste är oktober, med 52 mm nederbörd.